# Elliot Goldenthal
Elliot Goldenthal né le 2 mai 1954 à New York, est un compositeur américain.

## Biographie
Élève de Aaron Copland et John Corigliano, il étudie à la Manhattan School of Music. Il est essentiellement connu en tant que compositeur de musiques de films. Il signe notamment les partitions de Alien 3 (David Fincher, 1992), Heat (Michael Mann, 1995), Titus (Julie Taymor, 1999), Final Fantasy : les Créatures de l'esprit (Hironobu Sakaguchi, 2001) ou encore Frida (Julie Taymor, 2002) qui lui permettra d'obtenir son premier Oscar.
Après avoir remplacé à la dernière minute le compositeur George Fenton sur le film Entretien avec un vampire (Neil Jordan, 1994), dont il écrit la musique en seulement 14 jours, et pour laquelle il sera nommé aux Golden Globes et aux Oscars, il composera alors la musique des quatre films suivants du réalisateur : Michael Collins (1996), The Butcher Boy (1997), Prémonitions (In Dreams, 1998), L'Homme de la riviera (2002).
Le 13 décembre 2005, il est victime d'une hémorragie cérébrale à la suite d'un accident domestique : après une nuit de travail, alors qu'il est assis à la table de sa cuisine et se penche sur sa chaise, celle-ci bascule subitement en arrière, et sa tête heurte violemment le sol en céramique de la maison. Cet accident le prive de la parole durant plusieurs mois, mais n'affecte cependant pas sa faculté à composer.
Elliot Goldenthal écrit également des musiques pour le théâtre et les salles de concerts. Ses œuvres les plus connues sont son ballet Othello, un oratorio pour grand ensemble Fire Water Paper: A Vietnam Oratorio, composé pour le 20e anniversaire de la fin de la guerre du Viêt Nam ainsi que les musiques de scène de The Green Bird et Juan Darien: A Carnival Mass.
Son style très personnel se caractérise par une écriture inspirée de la musique qui a émergé avec la culture moderniste et qui s'est développée jusqu'à ses contemporains, tels que Iannis Xenakis, mettant en avant des sonorités parfois violentes et très cuivrées. Mais il sera aussi marqué par son enfance à Brooklyn dans les quartiers latins, et introduira ainsi dans ses œuvres à caractère classique des accents de musiques « populaires ». Pour Frida, il composera également des chansons. Ces différentes inspirations font de lui un compositeur éclectique.
Son premier opéra, Grendel, est créé le 27 mai 2006, sur un livret coécrit avec sa compagne, la réalisatrice Julie Taymor, et basé sur une nouvelle de John Gardner. Depuis, Elliot Goldenthal a décidé de dédier sa carrière à des œuvres de concert, mais continue néanmoins à composer la musique des films de Julie Taymor et Michael Mann.

## Son œuvre

### Cinéma
- 1979 : Cocaïne Cowboys d'Ulli Lommel
- 1980 : Blank Generation d'Ulli Lommel
- 1989 : Drugstore Cowboy de Gus Van Sant
- 1989 : Simetierre (Pet Sematary) de Mary Lambert (deux éditions : simple et "Limited Edition")
- 1991 : Grand Isle de Mary Lambert
- 1992 : Alien 3 de David Fincher
- 1993 : Demolition Man de Marco Brambilla
- 1994 : Cobb de Ron Shelton
- 1994 : Entretien avec un vampire (Interview with the Vampire) de Neil Jordan (nomination aux Oscars)
- 1994 : Golden Gate de John Madden
- 1995 : Les Démons du passé (Voices From A Locked Room) de Malcolm Clarke
- 1995 : Heat de Michael Mann
- 1995 : Batman Forever de Joel Schumacher (deux éditions : simple et "Expanded Archival Collection")
- 1996 : Michael Collins de Neil Jordan (nomination aux Oscars)
- 1996 : Le Droit de tuer ? (A Time to Kill) de Joel Schumacher
- 1997 : Butcher Boy de Neil Jordan
- 1997 : Batman et Robin  de Joel Schumacher (jamais éditée à ce jour)
- 1998 : Sphère (Sphere) de Barry Levinson
- 1999 : Prémonitions (In Dreams) de Neil Jordan
- 1999 : Titus de Julie Taymor
- 2001 : Final Fantasy : les Créatures de l'esprit (Final Fantasy : The Spirits Within) de Hironobu Sakaguchi
- 2002 : Frida de Julie Taymor (Oscar de la meilleure musique)
- 2002 : L'Homme de la Riviera (The Good Thief) de Neil Jordan
- 2003 : S.W.A.T. unité d'élite (S.W.A.T.) de Clark Johnson
- 2007 : Across the Universe de Julie Taymor
- 2009 : Public Enemies de Michael Mann
- 2010 : La Tempête  (The Tempest) de Julie Taymor
- 2017 : Nos âmes la nuit (Our Souls at Night) de Ritesh Batra

### Télévision
- 1990 : Innocent coupable (Criminal Justice) d'Andy Wolk
- 1992 : Fool's Fire de Julie Taymor
- 1994 : Roswell, le mystère (Roswell) de Jeremy Kagan

### Théâtre
(mise en scène de Julie Taymor)
- 1984 : The King Stag, d'après Le Roi Cerf de Carlo Gozzi
- 1984 : A Gozzi Surprise, d'après L'Amour des trois oranges de Carlo Gozzi
- 1984 : A Midsummer's Night Dream, d'après Le Songe d'une nuit d'été de William Shakespeare
- 1985 : Liberty's Taken, musical, co-créé par David Suehsdorf et Julie Taymor
- 1986 : The Transposed Heads, musical, adapté par Sidney Goldfarb et Julie Taymor d'après la nouvelle de Thomas Mann
- 1987 : Servant of Two Masters, d'après Arlequin valet de deux maîtres de Carlo Goldoni
- 1988 : The Serpent Woman, d'après La Femme Serpent de Carlo Gozzi
- 1988 : The Taming of The Shrew, d'après La Mégère apprivoisée de William Shakespeare
- 1994 : Titus Andronicus, d'après la pièce éponyme de William Shakespeare
- 1996 : Juan Darién: A Carnival Mass, musical, écrit par Julie Taymor et Elliot Goldenthal, d'après Juan Darién de Horacio Quiroga
- 1999 : The Green Bird, musical, d'après L'Oiseau vert de Carlo Gozzi
- 2013 : A Midsummer Night’s Dream, d'après Le Songe d'une nuit d'été de William Shakespeare

### Ballets
- 1968 : Variations on Early Glimpses
- 1997 : Othello, chorégraphie de Lar Lubovitch
- 2005 : Recordare, chorégraphie de Lar Lubovitch

### Opéra
- 2006 : Grendel, livret de Julie Taymor et J D. McClatchy, d'après la nouvelle Grendel de John Gardner, et le poème Beowulf

### Musique classique
- 1974 : Lemurian Dance
- 1974 : Three Pieces for Piano
- 1974 : Pavane for Solo Piano
- 1976 : Los Heraldos Negros, d'après le poème Los Heraldos Negros de César Vallejo
- 1977 : Requiem Mass
- 1979 : Sonata for Double Bass and Piano
- 1980 : Brass Quintet No. 1, Brass Quintet No. 2
- 1980 : Jabberwocky : for Bass-Baritone and four Woodwinds, d'après le Jabberwocky, extrait du livre De l'autre côté du miroir de Lewis Carroll
- 1988 : Pastime Variations, à l'occasion du 75e l’anniversaire de l'orchestre de chambre Haydn-Mozart
- 1990 : Shadow Play Scherzo, pièce pour orchestre à l'occasion du 70e anniversaire de Leonard Bernstein
- 1996 : Fire Water Paper: A Vietnam Oratorio, à l'occasion du 20e anniversaire de la Guerre du Viêt Nam
- 2013 : String Quartet No. 1 "The Stone Cutters"
- 2013 : Adagietto Doloroso
- 2013 : Othello Symphony, version symphonique du ballet Othello
- 2014 : Symphony in G# Minor

## Distinctions
- 2007 : Pulitzer Prize for Music in Music Nomination pour "Grendel" opera
- 2004 : Emmy Awards Nomination, "Great Performances: Dance in America" - Outstanding Music Composition for a Miniseries, Movie or a Special (Dramatic Underscore)
- 2004 : ASCAP Film and Television Music Awards Win, "S.W.A.T." - Top Box Office Film Score
- 2003 : World Soundtrack Awards 2003 Win, "Frida" - Meilleure Musique Originale de l'année
- 2003 : World Soundtrack Awards 2003 Win, "Frida" - Compositeur de l'année
- 2003 : World Soundtrack Awards 2003 Nomination, "Burn It Blue" from "Frida" - Meilleure Chanson Originale écrite pour un film
- 2002 : Academy Awards Win, "Frida" - Meilleure Musique Originale
- 2002 : Academy Awards Nomination, "Frida", "Burn It Blue" - Meilleure Chanson Originale
- 2002 : Golden Globes Win, "Frida" - Meilleure Musique Originale
- 2002 : World Soundtrack Awards 2002 Nomination, "The Dream Within" from "Final Fantasy: The Sprits Within" - Meilleure Chanson Originale écrite pour un film
- 1999 : CFCA awards Nomination, "The Butcher Boy" - Meilleure Musique Originale
- 1998 : ASCAP awards Win, "Batman & Robin" - Top Box Office Film Score
- 1998 : Chicago Film Critics Awards Nomination, "The Butcher Boy" - Meilleure Musique Originale
- 1998 : Los Angeles Film Critics Association Awards 1998 Win, "The Butcher Boy" - Meilleure Musique Originale
- 1997 : Tony Awards Nomination, "Juan Darien: A Carnival Mass" (Broadway Production) - Best Original Musical Score
- 1997 : ASCAP awards Win, "A Time to Kill" - Top Box Office Film Score
- 1997 : Grammy Nomination, "Defile and Lament" from "A Time to Kill"
- 1996 : Academy Awards Nomination, "Michael Collins" - Meilleure Musique Originale
- 1996 : Golden Globe Nomination, "Michael Collins" - Meilleure Musique Originale
- 1996 : ASCAP awards Win, "Batman Forever" - Top Box Office Film Score
- 1995 : Grammy Nomination, "Batman Forever" - Meilleure Musique Instrumentale
- 1995 : ASCAP awards Win, "Interview with the Vampire" - Top Box Office Film Score
- 1995 : Golden Globe Nomination, "Interview with the Vampire" - Meilleure Musique Originale
- 1994 : Academy Awards Nomination, "Interview with the Vampire" - Meilleure Musique Originale
- 1994 : ASCAP awards Win, "Demolition Man" - Top Box Office Film Score
- 1990 : Edinburgh Festival Critics Choice Award Win, "Juan Darien: A Carnival Mass" - Meilleure Musique
- 1990 : American Academy of Arts and Letters Richard Rodgers Award Win, "Juan Darien: A Carnival Mass" - Meilleure Musique
- 1988 : Obie Award Win, "Juan Darien: A Carnival Mass" (Original Production) - Meilleure Musique